# 约翰·勃肯赫德
约翰勃肯赫德爵士（Sir John Birkenhead）或勃肯赫德（Berkenhead，约1617年—1679年12月4日）是英國政治作家和記者，在英國聯邦期間因其顯耀的保皇主義被囚禁多次。
勃肯赫德 （Birkenhead）應是藍道勃肯赫德（Randall Birkenhead）（c.1580–1636）和瑪格麗特米德爾頓的兒子（Margaret Middleton ）（卒於1669）。 1615年3月24日，威頓暨Twambrooks教區登記藍道之子－約翰勃肯赫德的受洗紀錄，但入口旁的一個註記聲稱此紀錄是一個現代的偽造文件。
他在諾斯威奇的威頓文法學校（Witton Grammar School）受教育。 他接著進入牛津大學，並在1639至1648年間為牛津大學萬靈學院的學員。 1643年，勃肯赫德（Birkenhead）開始製作英國第一個官方新聞書Mercurius Aulicus。該書的主要作者是彼得·海林（Peter Heylin），但Birkenhead帶諷刺，誹謗和尖銳的辯論使得議會政黨發現難以拒絕。
他對保皇黨的忠誠在英國恢復君主制時期獲得獎賞，他獲得了媒體認證並且和共同作者 Henry Muddiman一起編輯新的官方新聞書《Mercurius Publicus》。勃肯赫德對英國王政復辟後（restoration）的新聞界影響不深，他主要專注於政治生涯，並在1661年6月時當選國會議員Wilton，威爾特郡。一年後，亦即1662年，他被封為爵士，並且是英國皇家學會的創始成員。1664，他宣誓效力Master of Requests，一直服務到其過世。
他被埋葬在西敏地區（Westminster）的聖馬田教堂，一間學校附近未標記的墳墓。